# Подболотов, Александр Иванович
Алекса́ндр Ива́нович Подболо́тов (1945—2019) — популярный российский певец, исполнитель романсов, народных и эстрадных песен, заслуженный артист России (1998).

## Биография
Родился в Москве 19 июля 1945 года.
Начал петь в детском хоре Дома пионеров Краснопресненского района. После окончания школы работал токарем на 2-м Московском часовом заводе и пел в Доме культуры имени Горбунова. После призыва в армию служил в ракетных частях, а затем был принят в Ансамбль ракетных войск и одновременно учился в музыкальном училище города Смоленска. После окончания службы в 1967 поступил в Гнесинское училище, которое закончил в 1970 году. Затем пел в Ансамбле Гостелерадио, а в 1972 был принят в Камерный музыкальный театр, которым руководил Борис Покровский. В 1979—1983 годах являлся артистом Музыкального театра имени Станиславского и Немировича-Данченко, где исполнил свыше 50 оперных партий.
В 1983 году Александр Подболотов начал сольную карьеру. Выступал в различных театрах и музыкальных коллективах: театре «Луна», Оркестре русских народных инструментов радио и телевидения под управлением Николая Некрасова, ансамбле «Гусляры России», театре «Геликон-Опера». Тогда же, в 1980-е годы, раскрылся талант певца как исполнителя романсов и русских народных песен. Превосходная техника, огромный диапазон голоса, душевность и искренность исполнения — всё это снискало певцу известность и любовь публики, как российской, так и зарубежной, в ходе многочисленной гастрольной деятельности артиста.
Умер 1 июля 2019 года, Похоронен на Хованском кладбище Москвы.

## Награды и звания
- Заслуженный артист России (1998)[1].
- Международная литературная премия имени Сергея Есенина — за высокое мастерство при исполнении песен на стихи С. Есенина (2006).
- Диплом ЮНЕСКО за лучшее исполнение русских романсов.
- Орден Почёта (2008)[2].

## Дискография

### Альбомы
- «20 золотых русских романсов» (1994)
- «20 золотых русских песен» (1994)
- «Свеча горела» (1995)
- «Клён ты мой опавший» (1999)
- «Тихая моя Родина» (2000)
- «Замело тебя снегом, Россия» (2002)
- «Русские песни и романсы» (2006)
- «Враги сожгли родную хату» (2007)